# Pozirno
Pozirno je naselje v Občini Škofja Loka.